# شيكلش
شيكلش (اللغة المصرية: شكروس أو شيكروس) هي إحدى المجموعات العرقية التي قيل إن شعوب البحر يتكون منها، وظهرت في سجلات تاريخية وأيقونية مجزأة في مصر القديمة وفي شرق البحر الأبيض المتوسط في أواخر الألفية 2 ق.م.

## أقدم السجلات
ظهر الشيكلش لأول مرة في السجلات المصرية خلال روايات الحملات العسكرية للفرعون مرنبتاح في ليبيا الحديثة في أواخر القرن 13 ق م، كما ورد في نقش الكرنك العظيم. فوصف الشيكلش في النص إلى جانب قبائل أخرى من شعوب البحر بأنهم قوات مساعدة للحاكم الليبي ميري، ويذكر مرنبتاح أنه قتل ما بين 200 و 222 منهم.
وبعد ما يقرب من ثلاثين عامًا، تم ذكر الشيكل في مآثر رمسيس الثالث حيث وصفهم إلى جانب بيليست وتيكر ودين ين ووشيش، بأنهم يشكلون موطنًا لهم في مملكة أمورو في السنة الثامنة من حكمه. وقد هزم رمسيس حسب نقوشه التحالف وصور نفسه يقود موكبًا مهيبًا من أسرى شعوب البحر.

## المنشأ
في سنة 1867 حدد عالم المصريات وعالم اللغويات إيمانويل دي روجيه الشيكلش بأنهم قدموا من صقلية، بسبب التشابه الصوتي بين الاسمين. وانضم إليه زميله عالم المصريات فرانسوا شاباس في 1872. وفي العام التالي اعترض غاستون ماسبيرو على تحديد الأصل، واعتقد أن أصل الشيكلش من الأناضول، وبالذات حدد هويتهم من مدينة ساجالاسوس القديمة.
وفي سنة 1928 اقترح إدوارد ماير تحديد الأصل من سيكال، ومن المعروف أنهم سكنوا صقلية خلال غزوات شعوب البحر، على الرغم من أن السيكال غالبًا ما يتم تعريفهم بالتيكر، وهي مجموعة أخرى من شعوب البحر. ولا يزال غير مؤكد إلى اليوم من أين نشأ الشيكلش، وإذا كانوا قد انطلقوا فعليًا من صقلية، فإنه تم مناقشة ما إذا كانت صقلية هي موطنهم الأصلي أم لا، أو ما إذا كانوا في الأصل مستوطنين أتوا من مكان آخر.
ويعرف الشيكلش أيضًا بالشيكالايو (بالحيثية: 𒅆𒅗𒆷𒅀𒌋 شي-كا-لا-يا/و-و) التي ذكرها الملك الحثي شوبيلوليوم الثاني في رسالة إلى حاكم أوغاريت. وحسب شوبيلوليوم كان الشيكالايو من «الذين يسكنون / يعيشون على السفن»، وبالنظر إلى كلماته، بدا أنه لغز إلى حد كبير للحثيين. نظرًا لارتباطهم بالسفن خلص هؤلاء العلماء إلى أن الشيكالايو كانوا مجموعة قرصنة انحدرت من مكان، يُفترض أنه جزيرة تُعرف باسم شيكالا.